# Mata de Bearn
Mata de Bearn (francès: Mathe de Montcade)  (1245 - c. 1310) va ser una comtessa occitana, comtessa d'Armanyac i de Fesenzac i vescomtessa de Fesenzaguet.
Va ser filla del vescomte Gastó VII de Montcada i de Bearn i de la seva primera muller Mata de Bigorra, vescomtessa de Marçan. El seu pare li deixà en testament la baronia de Castellvell de Rosanes, en el cas que la seva germana petita, Guillema morís sense fills i a canvi de repartir-se-la amb la seva altra germana Constança. Mata no va acceptar aquestes condicions, cosa que va provocar una llarga disputa amb el seu cunyat Roger Bernat III de Foix, el marit de la seva germana Margarida de Bearn.
El 1260 va casar-se amb el comte Guerau VI d'Armanyac i va tenir sis fills, entre ells Bernat VI d'Armanyac.